# Rivière Mannerelle
Rivière Mannerelle är ett vattendrag i Kanada.   Det ligger i provinsen Québec, i den östra delen av landet, 600 km norr om huvudstaden Ottawa.
Trakten runt Rivière Mannerelle består huvudsakligen av våtmarker. Trakten runt Rivière Mannerelle är nära nog obefolkad, med mindre än två invånare per kvadratkilometer.